# Moiremont
Moiremont település Franciaországban, Marne megyében. Lakosainak száma 189 fő (2022. január 1.). Moiremont Chaudefontaine, Florent-en-Argonne, La Neuville-au-Pont, Vienne-la-Ville és Vienne-le-Château községekkel határos.

## Népesség
A település népességének változása:
| Lakosok száma | 183  | 174  | 188  | 206  | 212  | 210  | 199  | 193  | 191  | 189  |
|               | 1968 | 1982 | 1990 | 2006 | 2013 | 2015 | 2017 | 2019 | 2020 | 2022 |